# Coupe européenne des nations FIRA de rugby à XV 1969-1970
Navigation
Coupe européenne des nations FIRA 1968-1969 Coupe européenne des nations FIRA 1970-1971
La Coupe européenne des nations FIRA 1969-1970 est une compétition qui réunit les nations de la FIRA–AER qui ne participent pas au Tournoi des Cinq Nations, mais en présence des équipes de France B et du Maroc.
À l'issue de la compétition, la Tchécoslovaquie est reléguée en division B et le Maroc est promu en division A.

## Équipes participantes
Division A
- France A
- Italie
- Roumanie
- Tchécoslovaquie

| Division B1 - Espagne - Pologne - Yougoslavie | Division B2 - Maroc - Pays-Bas - Portugal |

## Division A

### Classement
| Rang | Pays            | J | V | N | D | Pm | Pe  | Diff | Pts |
| ---- | --------------- | - | - | - | - | -- | --- | ---- | --- |
| 1    | France A        | 3 | 3 | 0 | 0 | 89 | 23  | +66  | 9   |
| 2    | Roumanie        | 3 | 2 | 0 | 1 | 65 | 23  | +42  | 7   |
| 3    | Italie          | 3 | 1 | 0 | 2 | 22 | 39  | -17  | 5   |
| 4    | Tchécoslovaquie | 3 | 0 | 0 | 3 | 15 | 106 | -91  | 3   |

### Matchs joués
| 9 novembre 1969 | Italie                                             | 8 – 22 (8 - 0) | France B                                                       | Catane Arbitre : Jones |
| 9 novembre 1969 | Essai(s) : 1 Transformation(s) : 1 Pénalité(s) : 1 |                | Essai(s) : 4 Transformation(s) : 2 Pénalité(s) : 1 Drop(s) : 1 | Catane Arbitre : Jones |
| 9 novembre 1969 |                                                    |                |                                                                | Catane Arbitre : Jones |

| 23 novembre 1969 | Roumanie | 42 – 6 (19 - 3) | Tchécoslovaquie | Bucarest 2 500 spectateurs Arbitre : J. Filiatre |
| 23 novembre 1969 |          |                 |                 | Bucarest 2 500 spectateurs Arbitre : J. Filiatre |
| 23 novembre 1969 |          |                 |                 | Bucarest 2 500 spectateurs Arbitre : J. Filiatre |

| 14 décembre 1969 | France B | 14 – 9 (6 - 3) | Roumanie | Tarbes 20 000 spectateurs Arbitre : R.F. Johnson |
| 14 décembre 1969 |          |                |          | Tarbes 20 000 spectateurs Arbitre : R.F. Johnson |
| 14 décembre 1969 |          |                |          | Tarbes 20 000 spectateurs Arbitre : R.F. Johnson |

| 26 avril 1970 | Tchécoslovaquie | 3 – 11 (3 - 3) | Italie                                                         | Prague Arbitre : Le Bec |
| 26 avril 1970 | Essai(s) : 1    |                | Essai(s) : 1 Transformation(s) : 1 Pénalité(s) : 1 Drop(s) : 1 | Prague Arbitre : Le Bec |
| 26 avril 1970 |                 |                |                                                                | Prague Arbitre : Le Bec |

| 3 mai 1970 | Tchécoslovaquie | 6 – 53 | France B | Prague |
| 3 mai 1970 |                 |        |          | Prague |
| 3 mai 1970 |                 |        |          | Prague |

| 25 octobre 1970 | Italie       | 3 – 14 (0 - 0) | Roumanie                                       | Rovigo 8 000 spectateurs Arbitre : R. Austry |
| 25 octobre 1970 | Essai(s) : 1 |                | Essai(s) : 2 Transformation(s) : 1 Drop(s) : 2 | Rovigo 8 000 spectateurs Arbitre : R. Austry |
| 25 octobre 1970 |              |                |                                                | Rovigo 8 000 spectateurs Arbitre : R. Austry |

## Division B

### Poule 1

#### Classement
| Rang | Pays        | J | V | N | D | Pm | Pe | Diff | Pts |
| ---- | ----------- | - | - | - | - | -- | -- | ---- | --- |
| 1    | Espagne     | 2 | 2 | 0 | 0 | 42 | 5  | +37  | 6   |
| 2    | Yougoslavie | 2 | 1 | 0 | 1 | 46 | 15 | +31  | 4   |
| 3    | Pologne     | 2 | 0 | 0 | 2 | 3  | 71 | -68  | 2   |

|  | Qualifié pour la finale (no 1). |

#### Matchs joués
| 21 décembre 1969 | Espagne | 14 – 3 | Yougoslavie | Madrid |
| 21 décembre 1969 |         |        |             | Madrid |
| 21 décembre 1969 |         |        |             | Madrid |

| 5 avril 1970 | Yougoslavie | 12 – 9 | Pologne | Smederevska Palanka |
| 5 avril 1970 |             |        |         | Smederevska Palanka |
| 5 avril 1970 |             |        |         | Smederevska Palanka |

| 26 avril 1970 | Pologne | 6 – 8 | Espagne | Poznań |
| 26 avril 1970 |         |       |         | Poznań |
| 26 avril 1970 |         |       |         | Poznań |

### Poule 2

#### Classement
| Rang | Pays     | J | V | N | D | Pm | Pe | Diff | Pts |
| ---- | -------- | - | - | - | - | -- | -- | ---- | --- |
| 1    | Maroc    | 2 | 2 | 0 | 0 | 32 | 16 | +16  | 6   |
| 2    | Portugal | 2 | 0 | 1 | 1 | 17 | 18 | -1   | 3   |
| 3    | Pays-Bas | 2 | 0 | 1 | 1 | 17 | 32 | -15  | 3   |

|  | Qualifié pour la finale (no 1). |

| 1970 | Maroc | 23 – 8 | Pays-Bas | Casablanca |
| 1970 |       |        |          | Casablanca |
| 1970 |       |        |          | Casablanca |

| 5 avril 1970 | Pays-Bas | 9 – 9 | Portugal | Hilversum |
| 5 avril 1970 |          |       |          | Hilversum |
| 5 avril 1970 |          |       |          | Hilversum |

| 12 avril 1970 | Portugal | 8 – 9 | Maroc | Barreiro |
| 12 avril 1970 |          |       |       | Barreiro |
| 12 avril 1970 |          |       |       | Barreiro |

### Finale
| 10 mai 1970 | Maroc | 11 – 8 | Espagne | Casablanca |
| 10 mai 1970 |       |        |         | Casablanca |
| 10 mai 1970 |       |        |         | Casablanca |